# قاعة بريدون

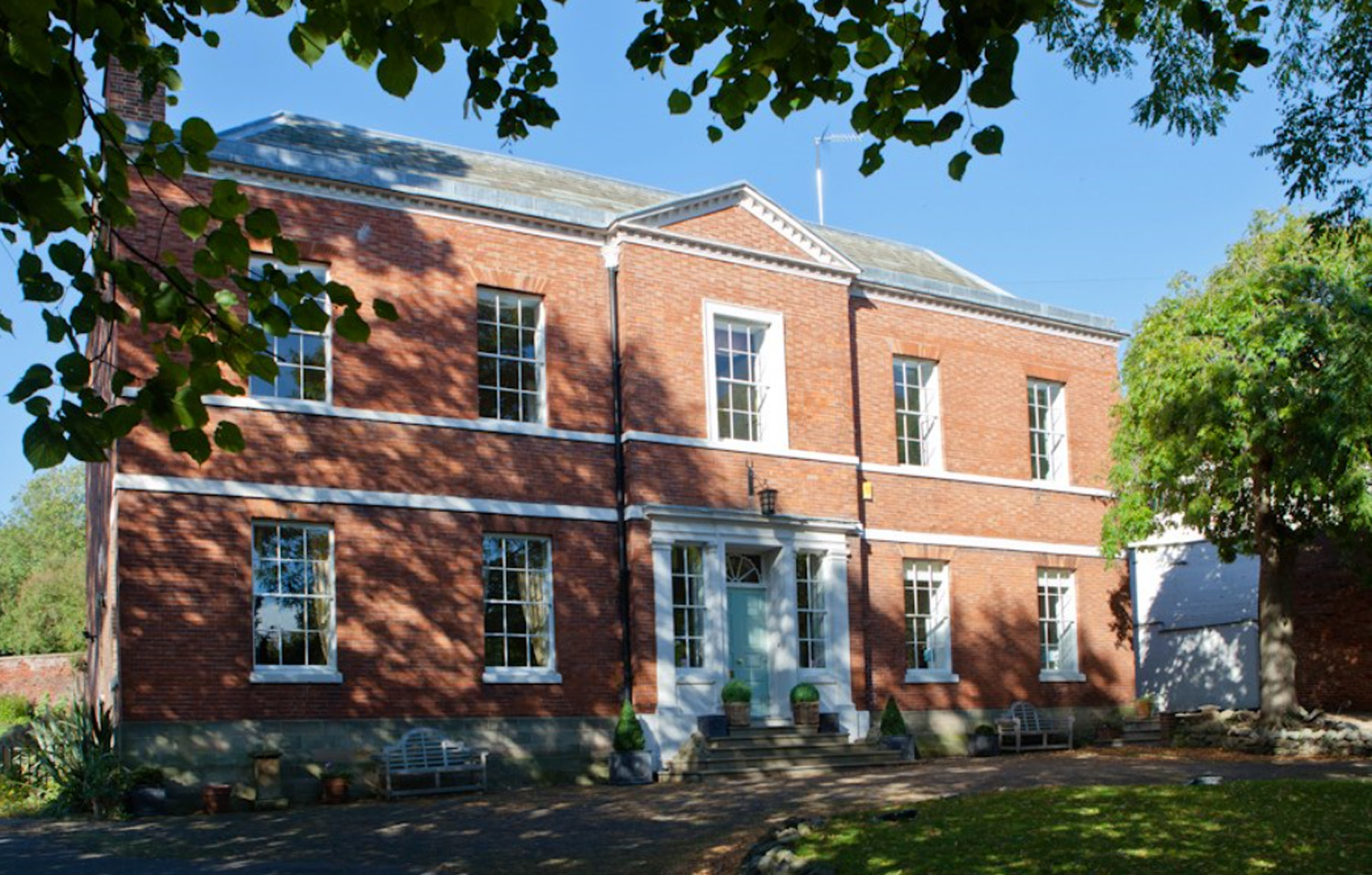
قاعة بريدون

قاعة بريدون (بالإنجليزية: Breedon Hall)‏ ، بريدون على التل Breedon on the Hill في شمال غرب ليسيسترشاير ، هو منزل ذو أهمية تاريخية ومدرج في سجل التراث الإنجليزي.  في عام 1620 كان كوخًا صغيرًا مؤطرًا بالخشب. بعد فترة وجيزة اشترتها عائلة كرزون Curzons وتم توسيعها على التوالي حتى عام 1777 عندما تم منحها جبهة جورجية جديدة. لقد كان موطن أجداد عائلة كرزون لأكثر من ثلاثة قرون ثم اشترته عائلة شيلدس Shields. وهي اليوم مملوكة لعائلة مينيل Meynell وتوفر أماكن إقامة للمبيت والإفطار.

## عائلة كرزون
عندما اشترت عائلة كرزون عقار بريدن استاتي في حوالي عام 1620، كان العقار عبارة على كوخ صغير . كان ريتشارد كرزون (1599–1690) هو المالك في ذلك الوقت.  كان والده جون كرزون من كيدلستون . عندما توفي ريتشارد عام 1690، أصبح ابنه جون كرزون (1664-1703) هو المالك. في عام 1700 تزوج جون من ماري ليلي، ابنة رولاند ليلي. أصبح ابنهم القس جون كرزون (1701-1739) مالكًا لـ قاعة بريدون في عام 1703 عندما توفي والده. يبدو أن والدته ماري ربما استمرت في العيش هناك حتى وفاتها عام 1737 حيث كانرئيس جامعة كيدلستون . في عام 1722 تزوج القس من آن تون (1701-1791)، ابنة توماس تون. 

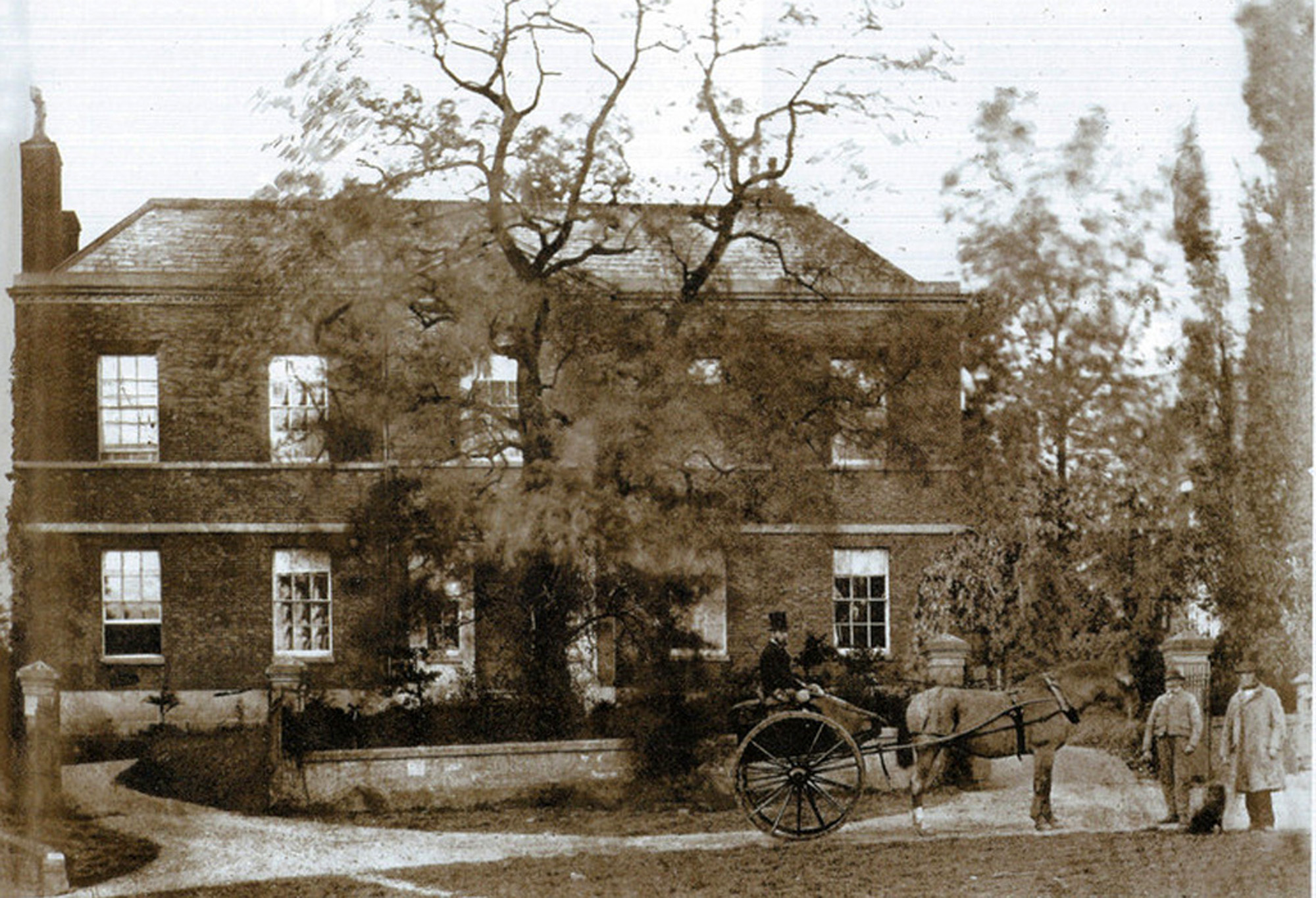
ناثانيال تشارلز كرزون في قاعة بريدون في عام 1870

## سكان آخرين

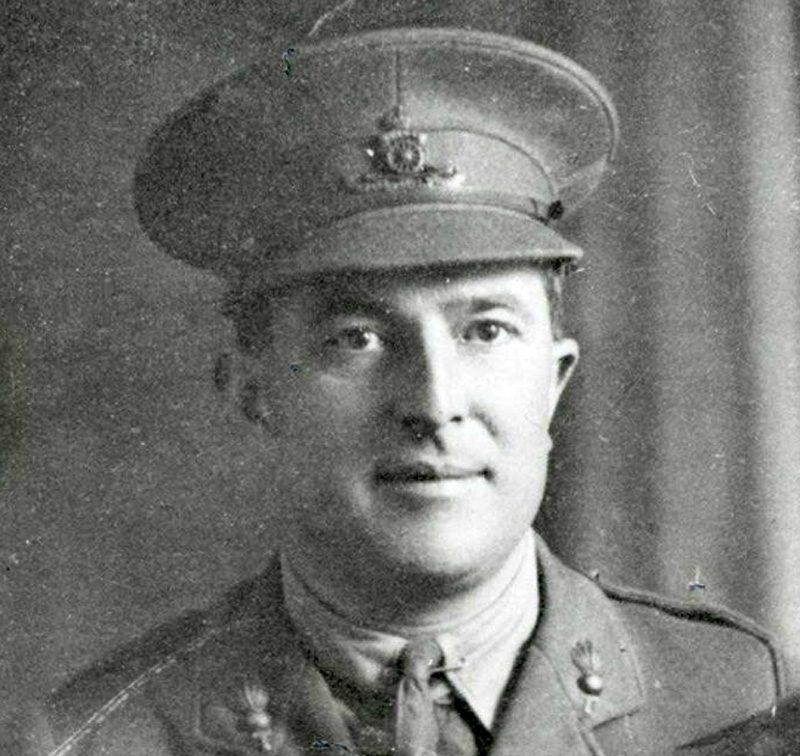
جون شيلدز وقت زواجه عام 1917

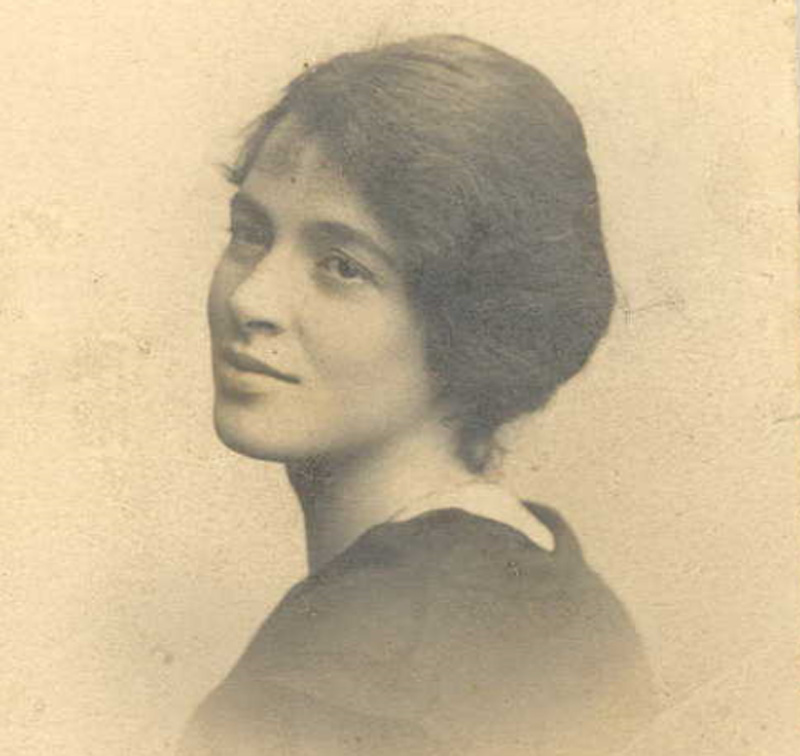
إيفا شيلدز، زوجة جون شيلدز في حوالي عام 1920